# Evan Rachel Wood
Evan Rachel Wood (Raleigh, 7 de setembro de 1987) é uma atriz, modelo e cantora norte-americana. Vencedora de um Prêmio Critics' Choice Television, além de possuir três indicações ao Primetime Emmy Award, e três indicações ao Globo de Ouro por seus trabalhos tanto no cinema quanto na televisão.
Iniciou sua carreira na década de 1990, aparecendo em diversos seriados de televisão, entre eles American Gothic e Once and Again. Estreou como atriz de cinema aos nove anos de idade em Digging to China (1997). Foi bastante elogiada por seu papel como a adolescente problemática Tracy Freeland no filme de drama adolescente Aos Treze (2003), sendo indicada ao Globo de Ouro. Continuou atuando principalmente em filmes independentes, incluindo Pretty Persuasion, (2005), Down in the Valley (2005), Running with Scissors (2006) e na grande produção de estúdio Across the Universe (2007).
A partir de 2008 Wood começou a aparecer em filmes mais populares, incluindo The Wrestler (2008), Whatever Works (2009) e The Ides of March (2011). Ela também voltou à televisão no ano seguinte, interpretando uma vampira chamada Sophie-Anne Leclerq em True Blood de 2009 a 2011. Retratou a filha de Veda Pierce na minissérie da HBO Mildred Pierce (2011), pela qual foi nomeada para o Globo de Ouro e para o Emmy de Melhor Atriz Coadjuvante. Destaca-se como a androide senciente Dolores Abernathy na série da HBO Westworld (2016-presente), pela qual ganhou um Prêmio Critics' Choice Television e indicações ao Globo de Ouro e ao Primetime Emmy Award. Wood também dublou a Rainha Iduna no filme de animação musical da Disney Frozen II (2019).

## Biografia
Evan Rachel Wood nasceu na cidade de Raleigh, Carolina do Norte, nos Estados Unidos. Seu pai, Ira David Wood III nasceu em 19 de novembro de 1947, e também é ator, além de já ter trabalhado como cantor, diretor de teatro e dramaturgo, sendo atualmente diretor executivo de uma companhia de teatro local chamada Theatre in the Park. Sua mãe, Sara Lynn Moore nasceu em 6 de março de 1958, e também trabalha como atriz, além de ser diretora e professora de atuação. O irmão de Wood, Ira David Wood IV, também é ator. Wood possui dois outros irmãos, Dana e Thomas, e uma irmã chamada Aden. Sua tia paterna, Carol Winstead Wood, trabalha como designer de produção de Hollywood.
Wood e seus irmãos se envolveram ativamente no Theatre in the Park enquanto cresciam. A atriz fez uma aparição em uma de suas peças, em 1987, numa adaptação da comédia musical A Christmas Carol, quando tinha apenas alguns meses de idade. Posteriormente, participou de outra peça natalina, chamada Ghost of Christmas Past, e mais tarde interpretou Helen Keller ao lado de sua mãe (que interpretou Anne Sullivan), sob a direção de seu pai, em uma adaptação para o teatro do filme O Milagre de Anne Sullivan. Os pais de Wood se separaram em 1996 e depois se divorciaram. E Wood se mudou com sua mãe para o condado natal de Los Angeles, Califórnia.
Recebeu uma faixa preta no taekwondo aos 12 anos de idade. Frequentou brevemente a Cary Elementary, uma escola pública em Cary, Carolina do Norte. Posteriormente foi educada em casa e completou o Ensino Médio aos 15 anos.

## Carreira

### 1994–2000: Primeiros trabalhos
Wood começou sua carreira aparecendo em vários filmes feitos para a televisão a partir de 1994. Também desempenhou um papel ocasional na série de televisão American Gothic. Em 1996, os seus pais se separaram e depois se divorciaram, e Wood acabou se mudando com a sua mãe para a cidade natal dela, no Condado de Los Angeles, na Califórnia. Nessa mesma época, ela entrou para o seriado Profiler do canal de televisão NBC, onde ficou por uma temporada; e, logo depois, foi escalada para fazer a personagem Jessie Sammler na série televisiva Once and Again, onde ficou até o ano de 2002. Com este seriado, Wood venceu a categoria "Melhor Elenco de Série de TV" da premiação Young Artist Awards de 2001.
O primeiro papel principal de Wood foi no filme de baixo orçamento de 1997 Digging to China (no Brasil, com o título O Poder da Emoção), no qual fez a personagem Harriet Frankovitz, atuando ao lado de Kevin Bacon, Cathy Moriarty e Mary Stuart Masterson. O filme ganhou o Prêmio do Júri Infantil no Festival Internacional de Cinema Infantil de Chicago. Wood disse que inicialmente fazer esse filme foi difícil, mas ela observou que: "eventualmente, o filme me levou a decisão de que atuar é algo que eu nunca poderia parar de fazer". Nesse mesmo ano, ela também fez o filme Practical Magic (no Brasil, sob o título Da Magia à Sedução), um filme de fantasia familiar, onde contracenou ao lado de Nicole Kidman e Sandra Bullock, sendo o seu primeiro filme que teve um lançamento para os cinemas.

### 2001–2005:Thirteen,The Missing,The Upside of Anger e Pretty Persuasion

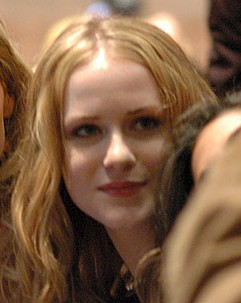
Evan Rachel Wood em 2005.

Wood estreou na adolescência como atriz principal em Little Secrets, de 2002, dirigida por Blair Treu, onde interpretou a aspirante violinista de 14 anos Emily Lindstrom. Para esse papel, ela foi indicada para Melhor Atriz Jovem Líder no Young Artist Awards. O filme recebeu uma aprovação de 60% no agregador de resenhas Rotten Tomatoes e teve um faturamento de US$ 405 mil dólares. Nesse mesmo ano, Wood entrou no elenco do filme de ficção-científica dirigido por Andrew Niccol S1m0ne e estrelado por Al Pacino, onde interpretou a personagem Lainey Christian.
Em 2003 Wood protagonizou o filme Thirteen (no Brasil, sob o título Aos Treze em Portugal - Treze Inocência Perdida). Desempenhou o papel de Tracy Louise Freeland, uma das duas jovens adolescentes da trama que mergulham em uma espiral descendente de drogas pesadas, sexo, automutilação e pequenos crimes.
Sua performance foi bastante elogiada e ela acabou recebendo indicação ao Globo de Ouro de Melhor Atriz, vencido naquele ano por Charlize Theron com o filme Monster, e ao Screen Actors Guild (SAG) de Melhor Atriz. Durante o lançamento deste filme, a Vanity Fair nomeou Wood como uma das It Girls de Hollywood, e a colocou na capa de julho de 2003 da revista, juntamente com as outras atrizes do filme. Thirteen faturou 10 milhões de dólares nas bilheterias mundiais, e recebeu uma aprovação de 82% no agregador de resenhas Rotten Tomatoes.
Nesse mesmo ano, trabalhou ao lado de Cate Blanchett e Tommy Lee Jones em Desaparecidas, de Ron Howard, onde interpretou a personagem Lilly Gilkeson, uma garota que é sequestrada e faz com que sua família se mobilize para tentar encontrá-la. Também em 2003, fez o papel de Nora Easton no episódio Got Murder?, da 3ª temporada do seriado CSI: Crime Scene Investigation.
Em 2005, Wood esteve no filme The Upside of Anger (no Brasil, sob o título A Outra Face da Raiva) do diretor Mike Binder. Atuou ao lado de Kevin Costner e Joan Allen, interpretando a personagem Lavender "Popeye" Wolfmeyer, uma das quatro irmãs que lidavam com a ausência do pai. Sua personagem também narrou o filme. Este filme faturou 28 milhões de dólares mundialmente e recebeu uma aprovação de 75% dos críticos de cinema.
Os próximos dois papéis principais de Wodd foram em filmes independente. No filme indicado ao Prêmio do Grande Júri de 2005 no Festival Sundance de Cinema, Pretty Persuasion, (no Brasil, com o título Garotas Malvadas), um filme de humor negro, centrado no assédio sexual, na discriminação escolar e nas atitudes da mulher na mídia e na sociedade. Wood interpretou Kimberly Joyce, uma estudante de Ensino Médio manipuladora e sexualmente ativa. Um crítico comentou: "Wood inverte o cinismo com ritmos tão precisos, fáceis e com um prazer óbvio pela maldade que é impossível odiar".
Em Down in the Valley(no Brasil sob o título O Vale Proibido), dirigido por David Jacobson, a personagem de Wood, Tobe, se apaixona por um homem mais velho, um cowboy que está em desacordo com a sociedade moderna (Edward Norton). De sua performance, escreveram que "Wood transmite toda a certeza inflexível e vulnerabilidade dolorosa inerente ao final da adolescência". Wood comentou sobre sua escolha de papéis com temas sexuais, dizendo que não busca o "shock factor" em suas escolhas de filmes.
Ainda em 2005, Wood também protagonizou dois videoclipes, "At the Bottom of Everything" da banda Bright Eyes e "Wake Me Up When September Ends" do Green Day.

### 2006–2008: Sucesso contínuo
Em setembro de 2006, Wood recebeu o "Spotlight Award for Emerging Talent" da revista Premiere. Também em 2006, foi descrita pelo The Guardian como sendo "sábia apesar da idade" e como "uma das melhores atrizes de sua geração".
Mais tarde, em 2006, Wood apareceu com um elenco de estrelas como Natalie Finch no drama de 2006 indicado ao Globo de Ouro, Running with Scissors. Dirigido por Ryan Murphy e estrelado por Annette Bening, o filme foi baseado na autobiografia de Augusten Burroughs, que relata a sua infância em uma família disfuncional. Wood recebeu o Trophée Chopard no Festival de Cinema de Cannes de 2007 de Revelação Feminina por sua atuação.
Wood teve papéis em dois filmes lançados em setembro de 2007. King of California, a história de um músico de jazz bipolar (Michael Douglas) e de sua filha adolescente, Miranda (Wood), que se reencontram após dois anos de internação em uma instituição mental e que embarcam em uma busca quixotesca pelo tesouro espanhol, filme que estreou no Festival Sundance de Cinema. O desempenho de Wood foi citado como excelente.
Across The Universe, um musical americano dirigido por Julie Taymor, indicado ao Globo de Ouro e ao Oscar e ambientado em Liverpool, Nova York e Vietnã, retratou as atribulações de vários personagens durante a revolução contracultural da década de 1960. Foi ambientada toda uma época através da obra dos Beatles. Wood interpretou Lucy, que desenvolve um relacionamento com Jude (Jim Sturgess). O filme apresenta números musicais, e ela descreve o papel como o seu favorito, chamando a diretora Julie Taymor de "uma das mais incríveis diretoras por aí". Um crítico descreveu que "Wood traz profundidade emocional necessária".
Wood forneceu a voz de um alienígena chamado Mala, em Battle for Terra, um filme de animação por computador, originalmente exibido como Terra, em 2007, baseado num curta-metragem com este nome, dirigido por Aristomenis Tsirbas, sobre um planeta alienígena pacífico que são atacados por humanos em busca de um novo lar. O filme ganhou o Grande Prêmio de 2008 no Festival Internacional de Animação de Ottawa. Foi exibido no Festival Internacional de Cinema de São Francisco, onde recebeu um prêmio no Midnight Awards junto com Elijah Wood.
Wood estrelou The Life Before Her Eyes, dirigido em 2008 por Vadim Perelman, baseado no romance de Laura Kasischke com o mesmo nome, sobre a amizade de duas adolescentes de caráter oposto que estão envolvidas em um incidente de tiroteio na escola de Columbine e são forçadas a fazer uma escolha impossível. Wood interpretou a versão mais jovem da personagem de Uma Thurman, Diana. Um crítico citou seu desempenho como "simplesmente extraordinário". Wood afirmou que pretendia que o filme fosse o último em que ela interpretava uma adolescente.
No mesmo ano, também co-estrelou The Wrestler, do diretor Darren Aronofsky, vencedor do Leão de Ouro de Melhor Filme no Festival de Cinema de Veneza, sobre Randy "Ram" Robinson (Mickey Rourke), um lutador profissional da década de 1980, que é forçado a se aposentar após um ataque cardíaco ameaçar matá-lo na próxima vez que lutar. Wood interpretou Stephanie, a filha distante de Randy "Ram" Robinson.

### 2009–presente: Destaque no cinema e na televisão

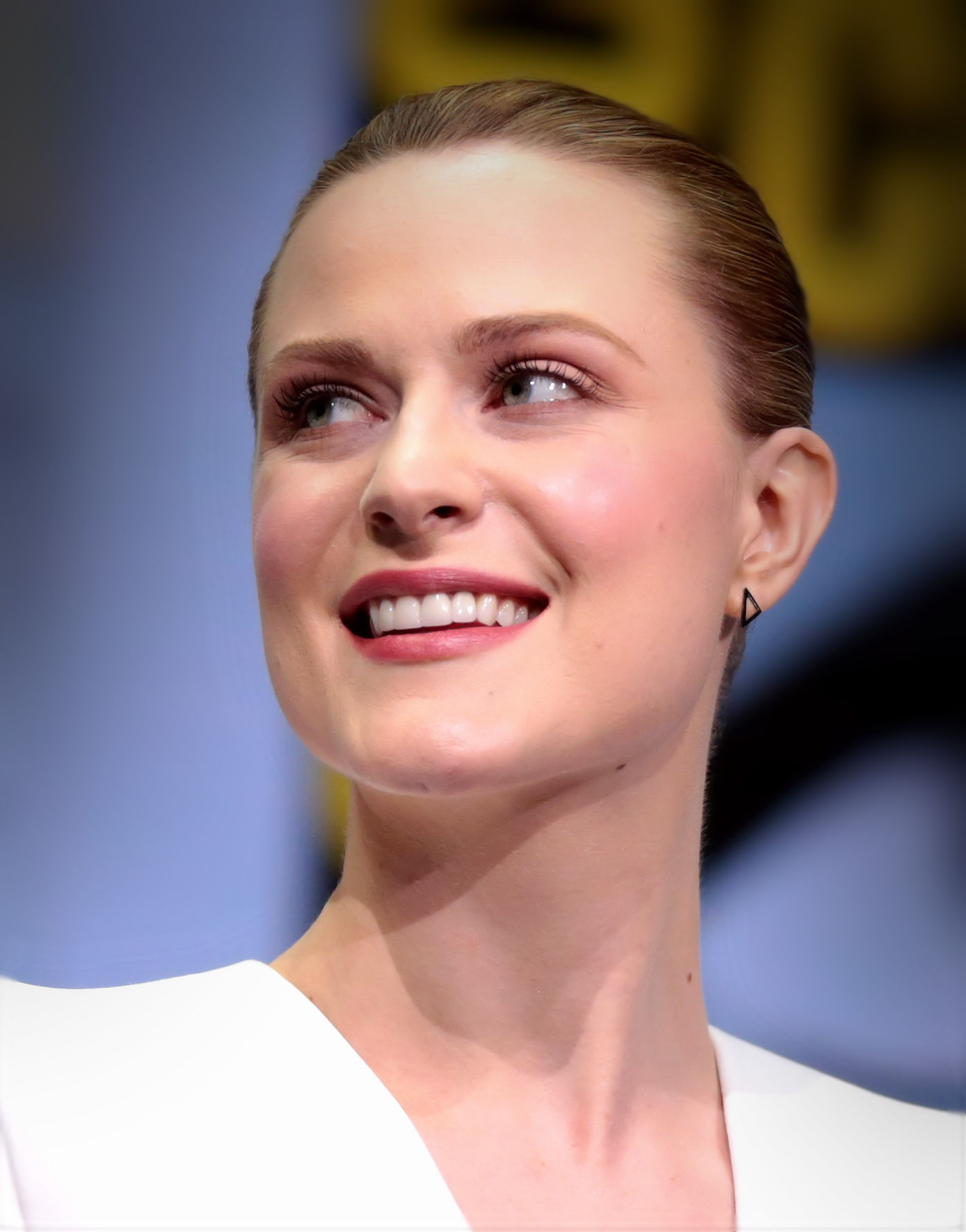
Evan Rachel Wood na Comic-Con 2017.

Wood co-estrelou Whatever Works (no Brasil sob o título de Tudo Pode dar Certo), de Woody Allen, que estreou em 2009 no Festival de Cinema de Tribeca, atuando como a jovem esposa do personagem de Larry David. Mais tarde, ela se arrependeu de ter assumido o papel e disse não trabalhar com Allen novamente. Em maio de 2009, ela interpretou Julieta, da peça de William Shakespeare Romeu e Julieta em seis performances para angariar fundos de para o Teatro No Parque. A produção foi dirigida por seu irmão, que também estrelou.
Wood teve um papel recorrente na segunda e terceira temporadas da série de televisão norte-americana criada por Alan Ball, baseada na série de livros The Southern Vampire Mysteries da escritora Charlaine Harris, True Blood, de 2009 a 2011 como Sophie-Anne Leclerq. Wood teve um papel no filme The Conspirator, que estreou no Ford's Theatre em Washington, DC, em abril de 2011, dirigido por Robert Redford (sobre a conspiração em torno do assassinato de Abraham Lincoln). Ela também teve um papel em The Ides of March. Interpretou a filha do personagem-título na minissérie da HBO em 2011, Mildred Pierce, para a qual foi indicada ao Primetime Emmy Award de Melhor Atriz Coadjuvante em uma minissérie ou filme.
Wood interpretou Gabi no filme de suspense romântico psicológico de 2013 Charlie Countryman com Shia LaBeouf e Rupert Grint. Dublou Marianne no filme de 2015 Strange Magic. Foi destaque com Chris Evans em um anúncio de 2016 das fragrâncias Gucci Guilty Eau.
Desde 2016, Wood interpreta a senciente androide Dolores Abernathy na série de ficção científica da HBO Westworld. Seu desempenho foi elogiado como "espetacular", "tour-de-force, turn-on-dime", além de "uma tremenda conquista técnica".
Em agosto de 2019, Wood anunciou na D23 Expo que foi escolhida para dar voz à rainha Iduna em Frozen II. O filme, um sucesso de bilheteria, foi lançado em novembro de 2019. Participou do filme Viena and The Fantomes (2020), de Gerardo Naranjo, que conta a história de Viena (Dakota Fanning), uma jovem que nos anos 1980 decide seguir uma banda de punk rock ao redor dos Estados Unidos, com lançamento via streaming.

### Música
Em 2012, Wood gravou "I'd Have You Anytime", que está no quarto CD de Chimes of Freedom: The Songs of Bob Dylan Honoring 50 Years of Amnesty International, uma produção beneficente da organização. Formou a dupla de electropop Rebel and Basketcase com o multi-instrumentista Zach Villa em 2016. A dupla se desfez em agosto de 2017. Wood faz parte da dupla Evan+Zane, que ela formou com o guitarrista / cantor e compositor Zane Carney em 2018.
Wood apareceu na Billboard Hot 100 pela primeira vez em 2019, quando "Show Yourself", o dueto que ela cantou ao lado de Idina Menzel da trilha sonora de Frozen II, estreando na posição 99.
Participa da música "Can I Be Your Friend?" do cantor Chevy Mustang, que estreou no verão de 2020.

## Outras Aparições
Wood apareceu no MTV Video Music Awards de 2010 em 13 de setembro de 2009.
Também participou do clipe "Wake Me Up When Septembers Ends", da banda Green Day atuando com o ator e na época seu namorado, Jamie Bell. 
Em junho de 2016, a Human Rights Campaign (HRC) divulgou um vídeo em homenagem às vítimas do tiroteio em uma boate gay de Orlando em 2016; no vídeo, Wood e outros contaram as histórias das pessoas que lá morreram.
No documentário Showbiz Kids (2020), de Alex Winter para a HBO, conta sobre as suas experiências como estrela infantil em Hollywood e como sua vida se transformou ao trabalhar tão precocemente.

## Phoenix Act
Em 2018 Wood foi Congresso dos EUA defender o projeto de lei contra violência doméstica que escreveu, Phoenix Act. Testemunhou perante o Subcomitê Judiciário da Câmara dos Estados Unidos sobre Crime, Terrorismo, Segurança Interna e Investigações como sobrevivente de violência doméstica e estupro.
O projeto foi aprovado na Califórnia em 2019 e aumentou o tempo para que as vítimas consigam denunciar seus agressores de três para cinco anos; também exige que os policiais tenham treinamento adicional sobre violência por parceiro íntimo.

## Vida pessoal

### Relacionamentos
Wood começou a namorar o ator inglês Jamie Bell por um ano em 2005, depois de se conhecerem no Festival Sundance de Cinema. Wood estava ciente das alegações falsas de que haviam se conhecido pela primeira vez ao coestrelar o videoclipe da música "Wake Me Up When September Ends", do Green Day, e afirmou que "já estavam namorando e muito apaixonados nessa época".
Namorou, durante quatro anos, com Marilyn Manson. Se conheceram em 2006 no hotel Chateau Marmont, mas Manson era casado na época. Então, no começo, era apenas uma amizade que os dois compartilhavam. Após o casamento de Marilyn Manson acabar, eles oficialmente começaram a namorar. Ela é a inspiração por trás da música "Heart-Shaped Glasses", de Manson, e apareceu no videoclipe da música. Fez o clipe Heart Shaped Glasses ao lado do cantor. Após um término em 2008, eles voltaram em 2009 e ficaram noivos em 2010 rompendo o noivado no mesmo ano.
Em 2011, Wood falou sobre sua sexualidade em uma entrevista à Marie Claire, dizendo: "essa é uma grande parte de quem eu sou, e sempre foi assim desde que me lembro". No mesmo ano, reacendeu seu relacionamento com Bell, cinco anos depois que terminaram. Casaram-se em uma pequena cerimônia em 30 de outubro de 2012 e tiveram um filho, nascido em 30 de julho de 2013. Wood teve um parto em casa com seu filho, e agradeceu publicamente Ricki Lake, criador do documentário The Business of Being Born, por inspirar sua decisão. Em maio de 2014, Wood e Bell anunciaram que se separaram após 19 meses de casamento.
Em janeiro de 2017, Wood ficou noiva Zach Villa. Em setembro de 2017, eles cancelaram o noivado.

### Agressão sexual
Em 2016, Wood disse a um repórter da Rolling Stone que havia sido estuprada duas vezes "há muitos anos". Ela afirmou que ainda sofria com a experiência, mas que "não acreditava que vivemos em uma época em que as pessoas podem ficar em silêncio por mais tempo" e que ela estava recordando seu passado para ajudar outros sobreviventes de abuso doméstico. Em fevereiro de 2018, Wood testemunhou perante o Subcomitê Judiciário da Câmara dos Estados Unidos sobre Crime, Terrorismo, Segurança Interna e Investigações como sobrevivente de violência doméstica e estupro.
Prestando um dilacerador depoimento, Wood contou no Congresso dos EUA como seu ex-namorado a maltratou física e psicologicamente, a torturou e a violentou. Também contou ter sofrido violência sexual por outro homem anos depois, em um depósito fechado de um bar.
Ela discursou no Congresso Americano e no Senado da Califórnia sobre esses abusos sexuais, e sobre o relacionamento conturbado que viveu, no qual sofria violência doméstica e abusos psicológicos quase que diariamente. Porém, os nomes desses abusadores não foram divulgados pela atriz.
Por conta desses abusos, aos 22 anos ela tentou suicídio, e foi internada por um curto período em um hospital psiquiátrico.

## Filmografia

### Cinema
| Ano  | Título                   | Título em Português                               | Papel                       | Observações                                      |
| ---- | ------------------------ | ------------------------------------------------- | --------------------------- | ------------------------------------------------ |
| 1997 | Digging to China         | br: O Poder da Emoção pt: O Caminho da Felicidade | Harriet Frankovitz          | Lançamento Limitado                              |
| 1998 | Practical Magic          | br: Da Magia à Sedução pt: Magia e Sedução        | Kylie Owens                 |                                                  |
| 1998 | Detour                   | br: Desvios do Destino                            | Daniella Rogers             |                                                  |
| 2001 | Little Secrets           | br: Pequenos Segredos                             | Emily Lindstrom             |                                                  |
| 2002 | S1m0ne                   | br: Simone                                        | Lainey Christian            |                                                  |
| 2003 | Thirteen                 | br: Aos Treze                                     | Tracy Louise Freeland       | Indicada ao Globo de Ouro                        |
| 2003 | The Missing              | br: Desaparecidas                                 | Lily Gilkeson               |                                                  |
| 2005 | Pretty Persuasion        | br: Garotas Malvadas                              | Kimberly Joyce              | Lançamento Limitado                              |
| 2005 | The Upside of Anger      | br: A Outra Face da Raiva                         | Lavender "Popeye" Wolfmeyer |                                                  |
| 2005 | Down in the Valley       | br: O Vale Proibido                               | October "Tobe"              |                                                  |
| 2006 | Asterix and the Vikings  | br: Asterix e os Vikings                          | Abba (voz)                  | Versão em Inglês                                 |
| 2006 | Shark Bait               | br: O Mar Não Está Pra Peixe                      | Cordelia (voz)              |                                                  |
| 2006 | Running with Scissors    | br: Correndo com Tesouras                         | Natalie Finch               |                                                  |
| 2007 | King of California       | br: O Rei da California                           | Miranda                     |                                                  |
| 2007 | The Life Before Her Eyes | br: Sem Medo de Morrer                            | Jovem Diana McFee           |                                                  |
| 2007 | Battle for Terra         | br: Batalha por T.E.R.A.                          | Mala (voz)                  |                                                  |
| 2007 | Across the Universe      |                                                   | Lucy Carrigan               |                                                  |
| 2008 | The Wrestler             | br: O Lutador                                     | Stephanie Ramzinski         |                                                  |
| 2009 | Whatever Works           | br: Tudo Pode Dar Certo                           | Melodie St. Ann Celestine   |                                                  |
| 2010 | The Conspirator          | br: Conspiração Americana                         | Anna Surratt                |                                                  |
| 2011 | The Ides of March        | br: Tudo pelo Poder Pt: Nos Idos de Março         | Molly Stearns               |                                                  |
| 2013 | Charlie Countryman       | br: Conquistas Perigosas                          | Gabi Ibanescu               |                                                  |
| 2013 | A Case of You            | br: Um Caso de Amor                               | Birdie Hazel                |                                                  |
| 2014 | Barefoot                 | br: O Seu Jeito de Amar                           | Daisy Kensington            |                                                  |
| 2015 | Strange Magic            | br: Magia Estranha                                | Marianne (voz)              |                                                  |
| 2015 | Into the Forest          | br: No Escuro da Floresta                         | Eva                         |                                                  |
| 2017 | Allure                   |                                                   | Laura Drake                 |                                                  |
| 2018 | Flavors of Youth         | br: O Sabor da Juventude                          | Yi Lin (voz)                | Segment: "Chiisana Fashion Show" English version |
| 2019 | Frozen 2                 |                                                   | Rainha Iduna (voz)          |                                                  |
| 2020 | Kajillionaire            |                                                   | Old Dolio Whitacre          |                                                  |
| 2020 | Viena and the Fantomes   |                                                   | Susi                        |                                                  |

### Televisão
| Ano       | Título                                             | Título em Português                    | Papel                 | Observação                      |
| --------- | -------------------------------------------------- | -------------------------------------- | --------------------- | ------------------------------- |
| 1994      | In the Best of Families: Marriage, Pride & Madness | br: Sangue Amargo                      | Pequena Susie         | Filme para Televisão            |
| 1994      | Search for Grace                                   | br: À Procura de Grace                 | Jovem Sarah / Robin   | Filme para Televisão            |
| 1995      | A Father for Charlie                               | br: Retrato de Coragem                 | Tessa                 | Filme para Televisão            |
| 1995      | Death in Small Doses                               |                                        | Anna                  | Filme para Televisão            |
| 1995–1996 | American Gothic                                    |                                        | Rose Russell          | 3 episódios                     |
| 1997      | Get to the Heart: The Barbara Mandrell Story       |                                        | Jaime Dudney - 8 anos | Filme para Televisão            |
| 1998–1999 | Profiler                                           |                                        | Chloe Waters          | 6 episódios                     |
| 1999      | Down Will Come Baby                                |                                        | Robin Garr            | Filme para Televisão            |
| 1999–2002 | Once and Again                                     | br e pt: Começar de Novo               | Jessie Sammler        | Elenco Principal; 55 episódios  |
| 2000      | Touched by an Angel                                | br: O Toque de um Anjo                 | Sarah Radcliff        | Episódio: "Pandora's Box"       |
| 2002      | The West Wing                                      | br: West Wing: Nos Bastidores do Poder | Hogan Cregg           | Episódio: "The Black Vera Wang" |
| 2003      | CSI: Crime Scene Investigation                     | br: CSI: Investigação Criminal         | Nora Easton           | Episódio: "Got Murder?"         |
| 2009–2011 | True Blood                                         |                                        | Sophie-Anne Leclerq   | 8 episódios                     |
| 2011      | Mildred Pierce                                     |                                        | Veda Pierce           | Minissérie; 2 episódios         |
| 2013      | Robot Chicken                                      | br: Frango Robô                        | Girl / Mother (voz)   | Episódio: "Botched Jewel Heist" |
| 2015      | Doll & Em                                          |                                        | Evan                  | 5 episódios                     |
| 2016–2022 | Westworld                                          |                                        | Dolores Abernathy     | Papel Principal; 3 seasons      |
| 2018–2019 | Drunk History                                      |                                        | Vários                | 2 episódios                     |
| 2019      | What We Do in the Shadows                          |                                        | Evan a Imortal        | Episódio: "The Trial"           |

### Clipes Musicais
| Ano  | Título                                                  | Cantor          | Ref.   |
| ---- | ------------------------------------------------------- | --------------- | ------ |
| 2005 | "Wake Me Up When September Ends"                        | Green Day       | [ 83 ] |
| 2005 | "At the Bottom of Everything"                           | Bright Eyes     | [ 84 ] |
| 2007 | "Heart-Shaped Glasses (When the Heart Guides the Hand)" | Marilyn Manson  | [ 85 ] |
| 2015 | "Can't Deny My Love"                                    | Brandon Flowers | [ 86 ] |
| 2019 | "Uneventful Days"                                       | Beck            | [ 87 ] |
| 2020 | "Can I Be Your Friend?"                                 | Chevy Mustang   | [ 88 ] |

## Premiações e Indicações
| Ano  | Título              | Prêmio                                             | Categoria                                                                    | Prêmio   |
| ---- | ------------------- | -------------------------------------------------- | ---------------------------------------------------------------------------- | -------- |
| 1999 | Practical Magic     | Young Artist Awards                                | Melhor Performance de Longa-Metragem: Jovem Atriz Coadjuvante                | Indicada |
| 1999 | Down Will Come Baby | YoungStar Awards                                   | Melhor performance de uma Jovem Atriz em Minissérie / Filme para Televisão   | Indicada |
| 2000 | Profiler            | Young Artist Awards                                | Melhor Performance em uma Série Dramas: Jovem Atriz Coadjuvante              | Indicada |
| 2000 | Once and Again      | YoungStar Awards                                   | Melhor Jovem Atriz/Performance em Série Drama                                | Indicada |
| 2001 |                     | Young Artist Awards                                | Melhor Conjunto Série de TV (Drama ou Comédia)                               | Venceu   |
| 2002 | Little Secrets      | Young Artist Awards                                | Melhor Performance em um Longa Metragem: Principal Jovem Atriz               | Indicada |
| 2003 | The Missing         | Young Artist Awards                                | Melhor Performance em um Longa Metragem: Principal Jovem Atriz               | Indicada |
| 2003 | Thirteen            | Bratislava International Film Festival             | Prêmio Menção Especial                                                       | Venceu   |
| 2003 | Thirteen            | MTV Movie Awards                                   | Revelação Feminina                                                           | Indicada |
| 2003 | Thirteen            | Washington DC Area Film Critics Association Awards | Melhor Atriz                                                                 | Indicada |
| 2004 | Thirteen            | Las Vegas Film Critics Society                     | Juventude no Cinema                                                          | Venceu   |
| 2004 | Thirteen            | Phoenix Film Critics Society                       | Melhor Performance de uma Atriz em um Papel Principal                        | Indicada |
| 2004 | Thirteen            |                                                    | Melhor Performance de um Jovem em um Papel Principal ou Coadjuvante Feminino | Indicada |
| 2004 | Thirteen            |                                                    | Desempenho Inovador na Tela                                                  | Venceu   |
| 2004 | Thirteen            | Prism Awards                                       | Performance em um Longa Metragem Teatral                                     | Venceu   |
| 2004 | Thirteen            | Young Artist Awards                                | Melhor Performance de Longa-Metragem: Principal Atriz Jovem                  | Indicada |
| 2004 | Thirteen            | Satellite Awards                                   | Melhor Performance de Atriz em Filme: Drama                                  | Indicada |
| 2004 | Thirteen            | MTV Movie Awards                                   | Desempenho Feminino Inovador                                                 | Indicada |
| 2004 | Thirteen            | Broadcast Film Critics Association                 | Melhor Jovem Ator/Atriz                                                      | Indicada |
| 2004 | Thirteen            | Golden Globe Awards                                | Melhor Performance de Atriz em Filme: Drama                                  | Indicada |
| 2004 | Thirteen            | Screen Actors Guild Awards                         | Melhor Performance Atriz no Papel Principal                                  | Indicada |
| 2008 | The Wrestler        | Utah Film Critics Association                      | Melhor Performance de uma Atriz Coadjuvante                                  | Indicada |
| 2011 | Mildred Pierce      | Primetime Emmy Awards                              | Melhor Atriz Coadjuvante em uma Minissérie ou Filme                          | Indicada |
| 2011 | Mildred Pierce      | Satellite Awards                                   | Melhor Atriz Coadjuvante em Série, Minissérie ou Filme Feito para Televisão  | Indicada |
| 2012 | Mildred Pierce      | Golden Globe Awards                                | Melhor Atriz Coadjuvante em Série, Minissérie ou Filme Feito para Televisão  | Indicada |
| 2012 | The Ides of March   | Broadcast Film Critics Association                 | Melhor Conjunto                                                              | Indicada |
| 2012 | The Ides of March   | Central Ohio Film Critics Association              | Melhor Conjunto                                                              | Indicada |
| 2016 | Westworld           | Critics' Choice Television Award                   | Melhor Atriz em Série Dramática                                              | Venceu   |
| 2017 | Westworld           | Satellite Awards                                   | Melhor Atriz – Séries de Televisão Drama                                     | Venceu   |
| 2017 | Westworld           | Golden Globe Awards                                | Melhor Atriz – Séries de Televisão Drama                                     | Indicada |
| 2017 | Westworld           | Screen Actors Guild Awards                         | Melhor Elenco em Série Dramática                                             | Indicada |
| 2017 | Westworld           | Saturn Awards                                      | Melhor Atriz Coadjuvante em Série de Televisão                               | Indicada |
| 2017 | Westworld           | Primetime Emmy Awards                              | Melhor Atriz Principal em Série Dramática                                    | Indicada |
| 2017 | Ela mesma           | HRC North Carolina Gala                            | Prêmio de Visibilidade HRC                                                   | Venceu   |
| 2018 | Westworld           | Primetime Emmy Awards                              | Melhor Atriz Principal em Série Dramática                                    | Indicada |